# Rjúkandafoss (Ófeigsfjörður)
Der Rjúkandafoss ist ein Wasserfall in Westfjorden von Island.
Der Fluss Rjúkandi stürzt um 35 m in die Tiefe, strömt dann in die Hvalá, die in den Ófeigsfjörður mündet. Der Wasserfall hat eine Fächerform wie der größere Bruder Dynjandi. Durch seine Form wurde er von Seeleuten im Húnaflói als gut sichtbare Landmarke genommen. Man erreicht über die Hochlandstraße Ófeigsfjarðarvegur (Straße F649) den abgelegenen und nicht mehr ganzjährig bewohnten Fjord. Der Fluss Hvalá ist der wasserreichste in den Westfjorden und es gibt Überlegungen die Wasserkraft zu nutzen.